# Marschlandschaft mit rotem Windrad
Marschlandschaft mit rotem Windrad ist ein 1922 geschaffenes Aquarell des expressionistischen Künstlers Karl Schmidt-Rottluff, das sich jahrzehntelang in der von dem Kunstsammler Bernhard Sprengel gestifteten Sammlung für das Sprengel Museum Hannover befand und als dessen Vorbesitzer Max Rüdenberg gilt, der hannoversche Bettfedern-Fabrikant, Kunstsammler und Opfer des Holocaust. Am 10. März 2017 beschloss der Kulturausschuss der Stadt Hannover entsprechend einer Empfehlung der Limbach-Kommission die Rückgabe des Kunstwerkes im Wert von rund 160.000,- Euro an die Nachfahren des Ehepaares Rüdenberg.

## Geschichte
Nachdem zur Zeit des Nationalsozialismus die Finanzdirektion Hannover im Zuge antisemitischer Zwangsmaßnahmen und den sogenannten „Arisierungen“ in den Jahren 1938 und 1939 eine Vermögensverwaltung des Ehepaars Rüdenberg angeordnet haben soll, sei Max Rüdenberg gezwungen gewesen, unter anderem Schmidt-Rottluffs Gemälde Marschlandschaft mit rotem Windrad zu verkaufen.
Über den hannoverschen Kunsthändler Erich Pfeiffer gelangte das Bild 1939 für 180 Reichsmark in den Besitz der Sprengels – günstig, wie Bernhard Sprengel brieflich vermerkte. Im Inventarverzeichnis der Sprengels, die schon 1937 genau das Sammeln jener von den Nationalsozialisten diffamierten „Entarteten Kunst“ beschlossen hatten, wurde das Gemälde 1940 zudem „[…] mit dem Hinweis erfasst, dass Max Rüdenberg der Vorbesitzer gewesen sei“.
Max Rüdenberg und seine Ehefrau Margarethe wurden 1942 vollständig enteignet und am 23. Juli desselben Jahres in das Konzentrationslager Theresienstadt verschleppt, wo beide zu Tode kamen. Die Enkel von Max Rüdenberg, Vernon Reynolds, sein Bruder Peter und seine Schwester Marianne entkamen den Deportation von Juden aus Deutschland in die Vernichtungslager durch ihre Emigration nach England. Sie fordern laut einer von der Dienstleistungsgewerkschaft Ver.di 2013 herausgegebenen Ausgabe der kulturpolitischen Zeitschrift Kunst + Kultur nun auf dem Rechtsweg die Restitution des Gemäldes, das Bernhard Sprengel ehemals als Stiftung an die Bürger der niedersächsischen Landeshauptstadt und somit dem Sprengel Museum Hannover übereignete.
Eine Anfrage der Gewerkschafts-Zeitschrift zum ehemaligen Eigentum von Max Rüdenberg sei vom hannoverschen Oberbürgermeister sowie der Beauftragten für Provenienzforschung Annette Baumann zunächst als „Annahme“ und als „Vermutung“ bezeichnet worden: „[…] Bisher konnte die Provenienz des 1939 von Bernhard Sprengel erworbenen Blattes nicht lückenlos geklärt werden.“ Hierzu seien noch weitere Forschungen notwendig. Die Entscheidung der Kommission wird als nicht eindeutig angesehen.
Am 28. Februar 2018 wurde das Aquarell aus dem Besitz der Erben von Christie’s in London versteigert.